# 雪山獅子旗

雪山獅子旗

吐蕃時期使用的軍旗

雪山獅子旗是源於吐蕃歷史上的軍旗、而於1912年設計、由十三世達賴喇嘛基於西藏地區傳統而於1918年正式確定頒布的西藏旗幟，從此收回西藏軍隊的各種軍旗，規定以後藏軍也只能使用該旗。西藏流亡政府亦以此旗為西藏國旗，是西藏“國家主權”、自由西藏、與西藏獨立運動的象征之一。中華人民共和國政府認为其是代表分裂西藏出中國的分離主義象征而予以禁止。但西藏流亡政府精神領袖達賴喇嘛曾表示，希望西藏達到真正之自治，不會再要求獨立，認爲該旗幟地位和香港區旗近似，不代表西藏獨立運動。

## 沿革
吐蕃法王时期的藏王松赞干布时代就有军旗。西藏史书《贤者喜宴》记载：乌如上下部军旗为花边红旗、红顶旌；耶如上下部军旗为红狮旗，黑心白底顶旌；如拉上下部军旗为腾狮旗，黑顶旌；夭如上下部军旗为鹏鸟黑旗，黄绿色顶旌。藏王赤松德赞时期向唐朝发兵时，后藏地区的上如拉八东岱（一个东岱为一千户）军旗为白狮腾空旗，下如拉八东岱军旗为飞雕白绸旗，上耶如东岱军旗为墨色黑旗，下耶如东岱军旗为花头雄狮旗，上夭如东岱军旗为双狮旗，下夭如东岱军旗为五彩丝绸旗。
9世紀中葉，吐蕃王朝分裂後，在很長一段時期裏，西藏沒有正規軍，也就沒有正規的軍旗。直到18世紀末葉清乾隆年间，福康安在击退廓尔喀對西藏的入侵後，規定：“以前前後藏都沒有正規軍隊，用時臨時徵調，呈請大皇帝批准，成立三千名正規軍隊：前後藏各駐一千名，江孜駐五百名，定日駐五百名。”這支定額為三千的軍隊，就是清朝的“藏軍”。為了軍隊的訓練和作戰指揮，而製作了藏軍的軍旗“雪山獅子旗”。据日本人青木文教回忆，清末藏军中出现了以雪山、獅子、日月为图案的红色三角形军旗，軍旗的設計參考了中國傳統的獅子滾綉球造型和太極圖案，但图案和规制并不固定。

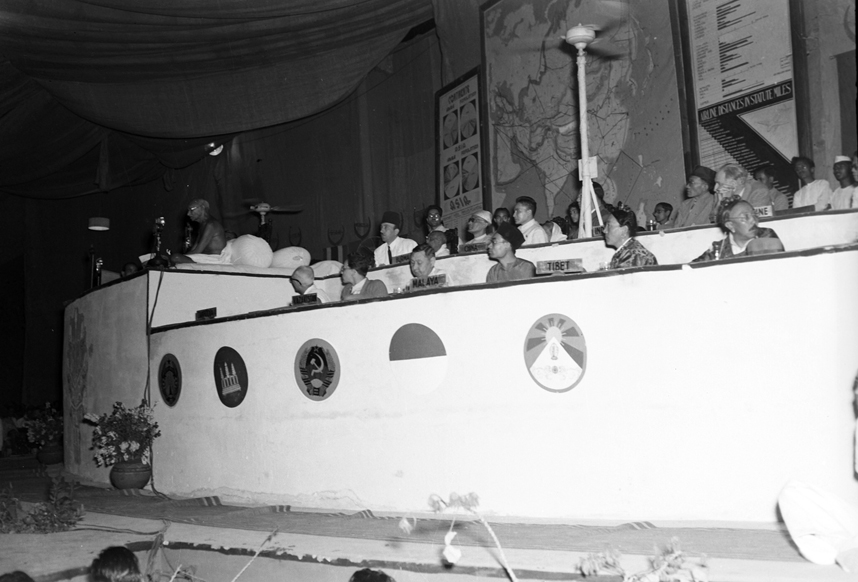
1947年的亞洲關係會議期間，兩位西藏代表（右前）之前可以看到圓形版本的雪山獅子旗。最左發言者為聖雄甘地。

1913年，日本派往西藏的青木文教与藏人擦絨·達桑占堆一起设计了军旗，旗底部为富士山形状的雪山，雪山上是狮子，上部是类似日本军旗的旭日形象。1914年藏军开始改革，此旗被正式用作西藏新军的军旗。1934年倫敦費德里克·沃恩公司出版的《國旗》一書在中國（China）之後介紹西藏（Thibet），將雪山獅子旗稱為西藏的國旗，黑白插圖標出各部分的顏色，國旗長寬比是14：11。
1947年3月，在英属印度召开的亞洲關係會議上，英国人故意将雪山獅子旗作为西藏旗帜与其他主权国家旗帜并列摆放，遭到中華民国代表团团长郑彦棻的抗議，于次日将雪山獅子旗撤下。
1951年，中華人民共和國中央人民政府和噶廈政府簽訂《十七条协议》，中國人民解放軍正式進駐西藏，將西藏納入中華人民共和國，達賴喇嘛和班禪喇嘛也於1954年起擔任中央人民政府相關高級官員。
与此同时，以达赖喇嘛的二哥嘉乐顿珠、孜本夏格巴以及堪穷洛桑坚赞为首的反共人士以印度为根据地开始发展。1954年江孜发生水灾，中國政府进行了救灾，并且拒绝了国际援助。夏格巴等人成立了西藏福利协会，并建议美国应该提出国际援助，但是遭到了美国的拒绝。当时达赖喇嘛正在前往北京参加两会，在藏人中间弥漫着一种中共可能对其进行加害的担忧。因此，在1954年10月4日，噶伦堡出现了一场大游行。 在这场游行中， 西藏福利协会举办了一个仪式， 祈祷达赖喇嘛从北京安全返回。 超过四千名西藏人参加了这个游行。据嘉乐顿珠的秘书拉姆次仁回忆，这是第一次公开打出雪山狮子旗。
1959年，拉薩發生騷亂，達賴喇嘛在深夜離開布達拉宮，流亡印度。駐紮在西藏地區的中國人民解放軍逐漸控制西藏全境，但達賴喇嘛在中國政府中的職務維持不變，直到1964年。達賴喇嘛離開西藏後，於印度達蘭薩拉成立藏人行政中央，並在諸多國際場合中出現。1963年西藏流亡政府发布《西藏流亡宪法》，又经1991年修订，均未提及“国旗”一事。

## 图案解释

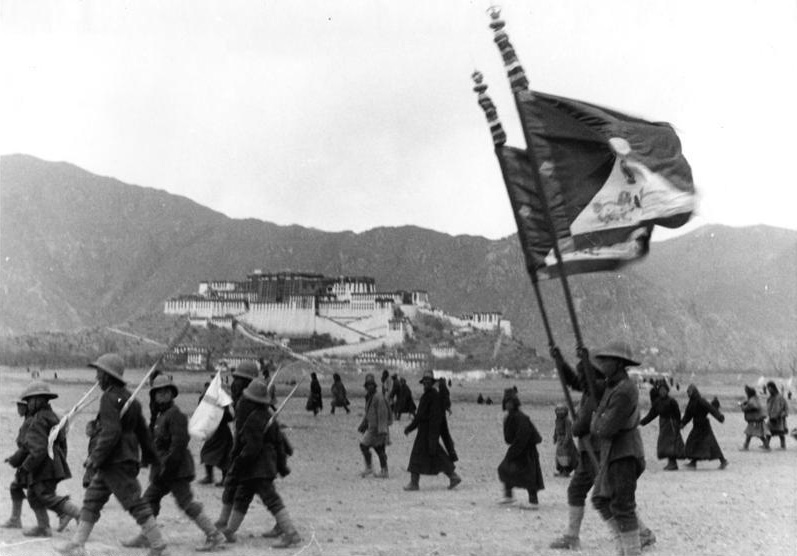
1938年西藏軍隊在拉薩的閱兵典禮中揮舞雪山獅子旗

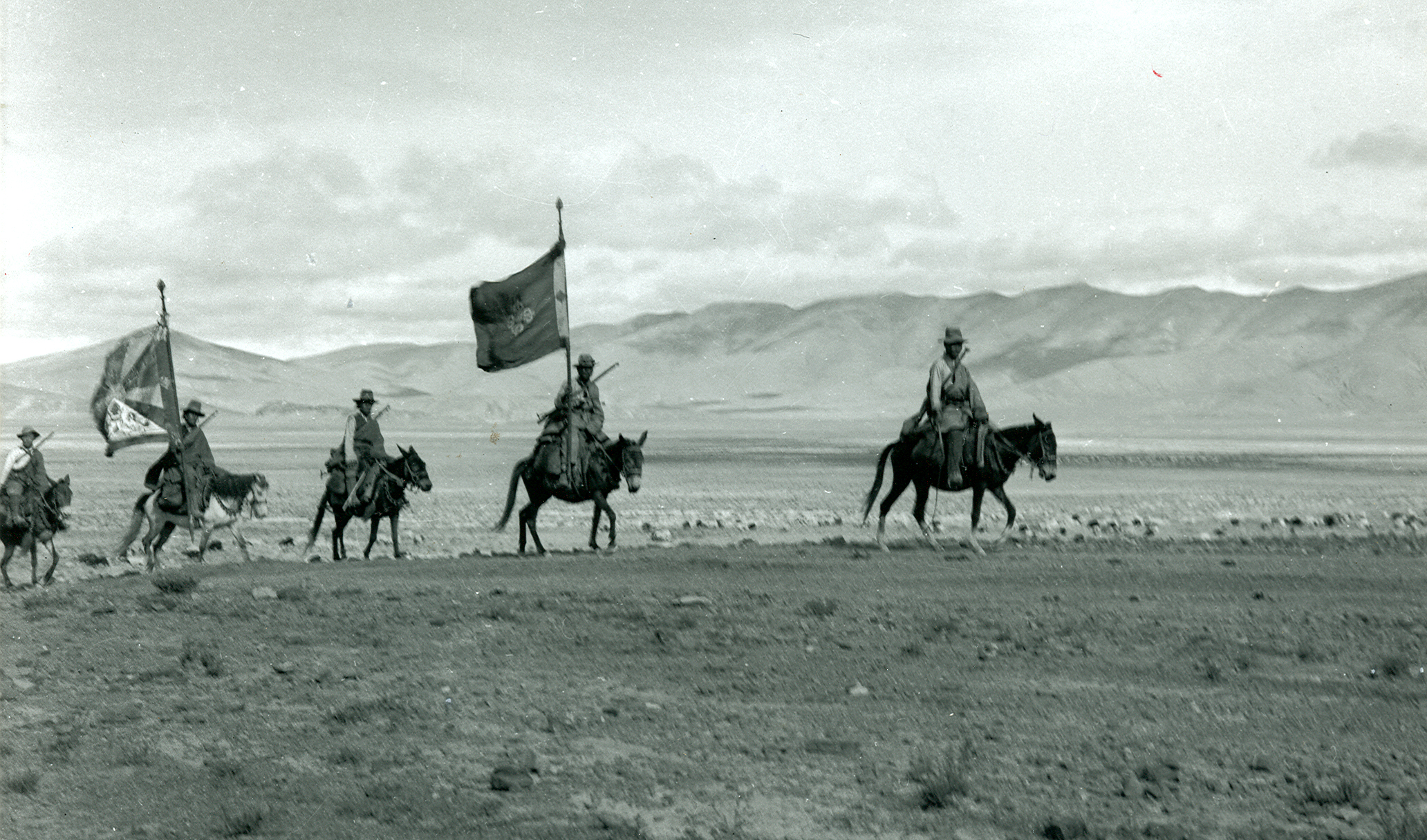
1940年代西藏。圖中軍旗（交叉的金剛杵旗）在前，雪山獅子旗在後。

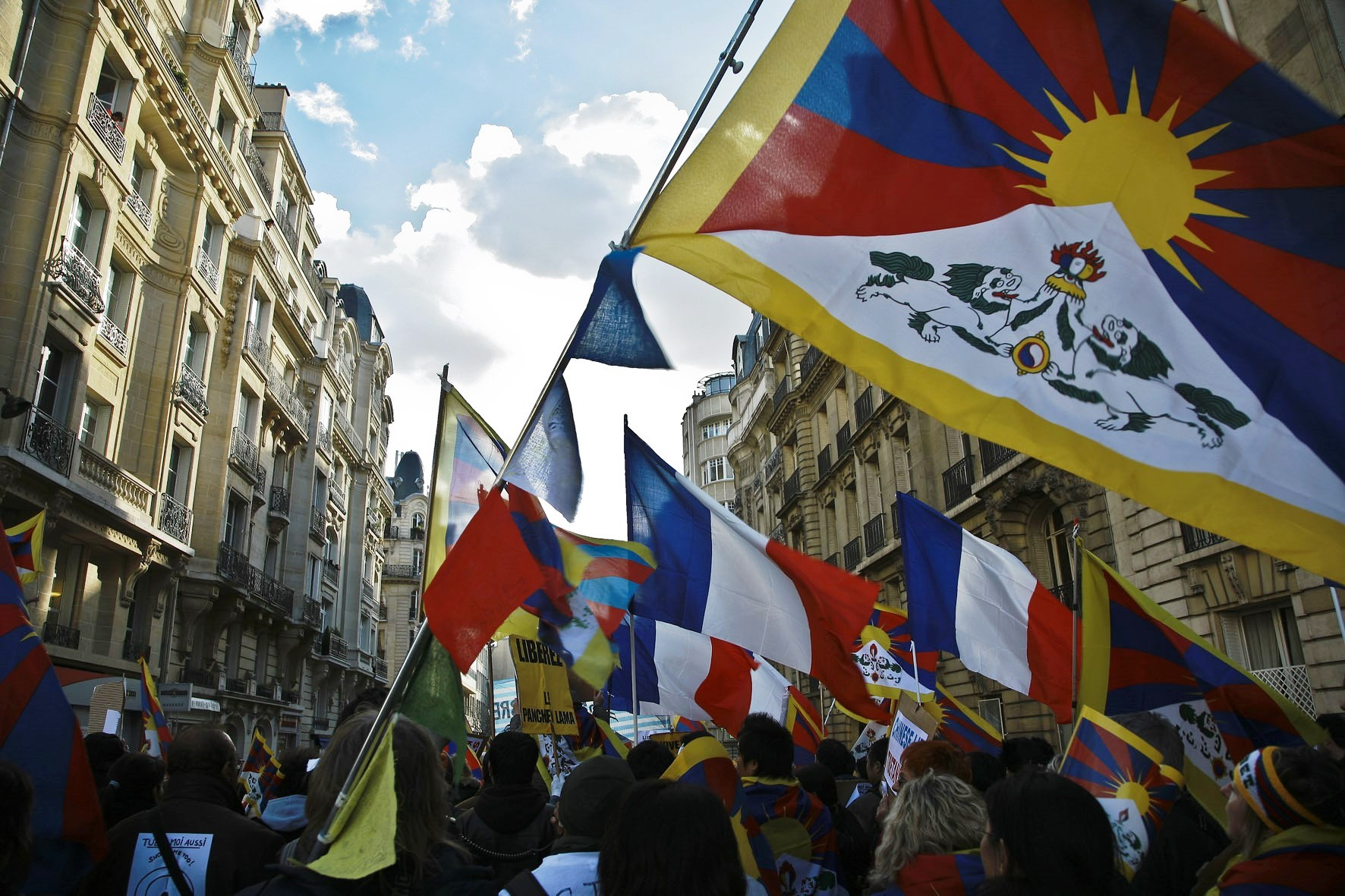
2008年3月巴黎自由圖博運動之法國國旗與雪山獅子旗

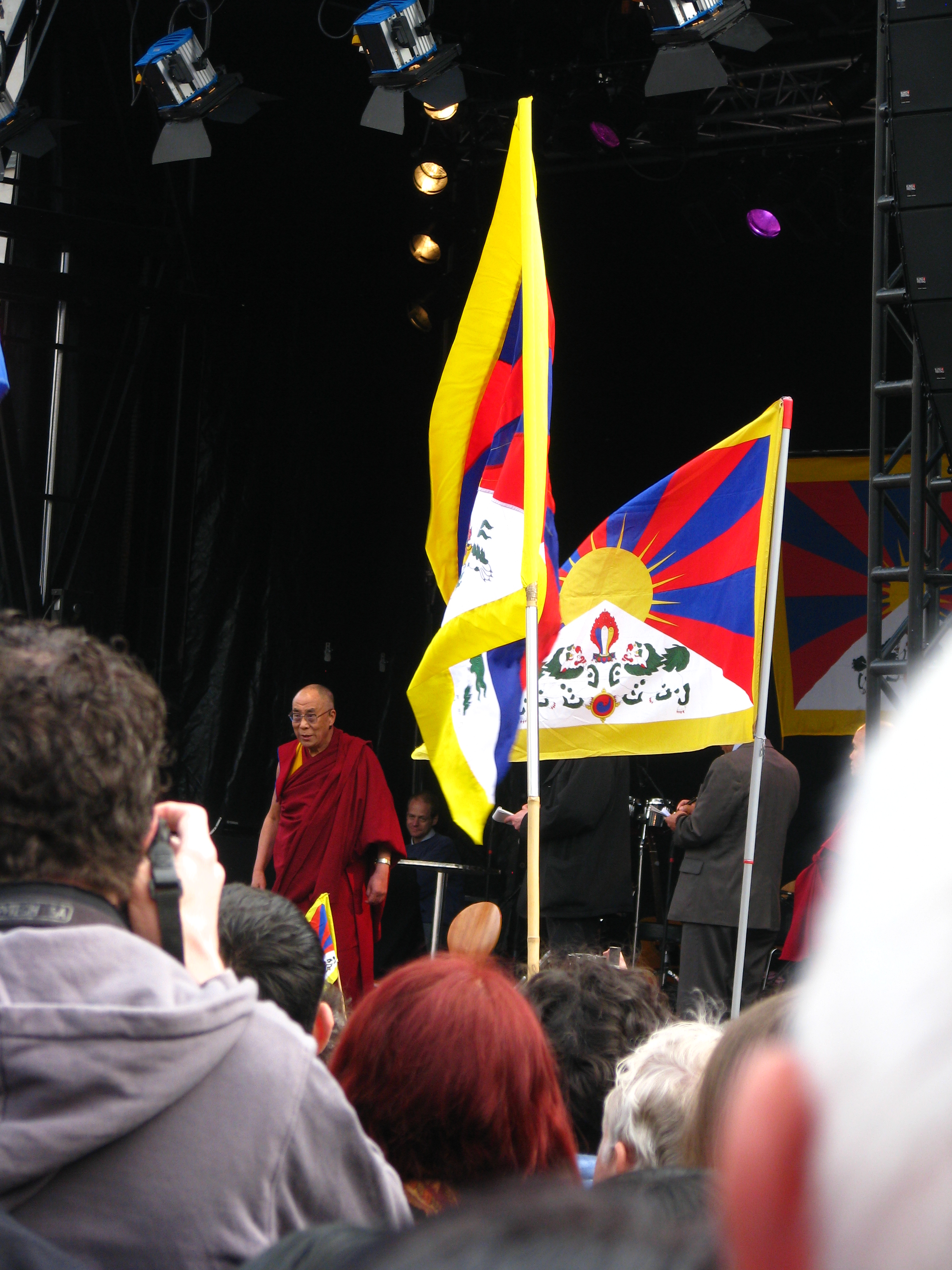
2010年第十四世達賴喇嘛於瑞士蘇黎世

藏历水牛年（公元1913年）第一次驅漢事件时，噶倫強巴旦達的住所與部隊懸掛了旗帜，台克滿書中描述為雪山、绿鬃白狮、上方有日月图案的黄底旗帜。土马年戰爭（公元1918年）後，西藏政府颁布命令，宣布“雪域政教合一大国的正式国旗是佛教胜幢，或称胜异品胜幢”，十三世达赖向各军营赐给了旗杆尖顶下带有五色小胜幢的旗帜，既是西藏“雪域政教合一大国”的国旗，又是藏军的军旗。在当时西藏政府签署的命令中，规定国旗图案为“在洁白雪山顶上，有着红绿两色的十二股光束，一对白狮前掌拖着月亮宝珠的黄缎镶边的旗帜”。在颁旗命令中，还对旗上的图案作了如下解释：
|  | 岡仁波齊峰高堆白雪，象徵雪域在情器世间（按照佛教宇宙观，世界由外部环境即“器世间”和活动在这上面的生物即“有情世间”组成，两者合称为“情器世间”）的位置。张牙舞爪威严无畏的绿鬃雪獅，表示任运成就四业（指息、增、怀、诛）的殊胜二制（政教二者）之国政。掌托月亮如意宝珠，表示以如意宝藏《十善法》和《十六法典》为核心的果报分明之法规。上方自然闪烁之喷焰末尼，表示以二十四种殊胜功德庄严的三宝常住头顶。如旗缨般十二条红绿两色的浮角，表示久已存在的红黑两护法神的事业永远稳固不动摇。作为有情世间的藏人之本源为原始六氏族，详细区分为内六族和外六族，共计十二氏族，简略为内外两氏族。光束照耀，表示政教的福泽遍于十方。精美黄缎镶边，表示持黄冠者的无垢教法大弘扬。金刚长矛把旗高擎，表示诛业得到了如闪电般的护法神布满天地间，恒常护持政教大业。 |

藏历铁羊年（1931年）颁赐给侍卫队和水猴年（1932年）颁赐给仲札军营的军旗，在上述旗帜的基础上，增加莲花和交杵金刚的利剑顶缨，其下有五色胜幢。同时颁布了对国旗的新解释：“白雪堆的雪山，喻雪山环绕的藏区。张牙舞爪威严无畏的绿鬃雄狮，喻政教合一之国政。掌托喜旋如意宝，喻永无穷尽之宝藏——《十善法》和《十六法典》为核心的果报分明之法规。浮角与红绿二色，喻久已存在的红黑两护法神的事业永远稳固不动摇。数字十二，喻藏人原始六氏族繁衍的原始十二氏族。太阳升起光芒普照，喻众生得到自由和幸福的怙佑。精美黄缎镶边，喻持黄冠者之教法大弘扬。五彩绸缎之胜幢，喻天命具足百喜之政治所向无敌的胜幢高扬。利剑、莲花和交杵金刚三者，喻祖孙三法王（松赞干布、赤松德赞、赤热巴坚）为代表的密乘三怙主之化身不断从天降”。

## 其他
在中国人民革命军事博物馆里，有一幅昌都战役时缴获的“西藏独立国”的旗幟。

## 使用
海外流亡藏人與國際間支持西藏獨立運動的團體與個人經常展示這面旗幟或其圖案。

### 引用
1. 1 2 3  西藏國旗 （页面存档备份，存于）, 西藏流亡政府, 2015-8-9
2. ↑  The Tibetan National Flag （页面存档备份，存于）, Central Tibetan Administration（英语：Central Tibetan Administration）
3. 1 2  英國樂團在台舉辦演唱會展示西藏國旗 （页面存档备份，存于）, 西藏之聲, 2012-7-27
4. ↑  西藏國旗 （页面存档备份，存于）, 財團法人達賴喇嘛西藏宗教基金會
5. ↑  西藏國旗氣球在英升空，中使館阻止未果 （页面存档备份，存于）, 西藏流亡政府, 2015-8-9
6. ↑  .   [2008-05-23]. （原始内容存档于2013-04-29）.
7. ↑  夏格巴，第94页
8. ↑  青木文教，《西藏游记：神秘之国》
9. ↑  E. H. Baxter. . London: F. Warne and Co. 1934年: 61. LCCN 35004235.
10. ↑  Alastair Lamb, Tibet, China & India 1914-1950: A History of Imperial Diplomacy [《中印涉藏关系史（1914～1950）：以英帝国外交史为中心》]，ISBN  9780907129035
11. ↑  . 2022年10月31日.
12. ↑  夏格巴，第95页
13. ↑  Eric Teichman. . Cambridge University Press. 1922: 116.
14. ↑  夏格巴，第95-96页
15. ↑  夏格巴，第97页
16. ↑  中国人民解放军在平息西藏叛乱时缴获西藏叛匪的“西藏独立国国旗”[永久], 中国人民革命军事博物馆, 2016-6-19
17. ↑  流亡藏人在法國中使館懸掛西藏國旗 （页面存档备份，存于）, 西藏之聲, 2011-11-5

## 外部連結
- 西藏之頁 （页面存档备份，存于）（繁體中文）（简体中文）（英文）